# Dritter Kongokrieg
Der Dritte Kongokrieg (so die im Kongo übliche Bezeichnung, in den internationalen Medien zumeist als Kivu-Krieg oder (ungenau) als Kivu-Konflikt bezeichnet) ist ein mit Unterbrechungen andauernder Bürgerkrieg in der Provinz Nord-Kivu im Osten der Demokratischen Republik Kongo (DR Kongo). Die jüngsten Kampfhandlungen zwischen Kongo und Ruanda fanden von 2022 bis 2025 statt.
Während des zweijährigen Krieges in den Jahren von Ende 2006 bis Ende 2008, der mehrmals von längeren Phasen des Waffenstillstands unterbrochen war, kämpften die Tutsi-Rebellen des Congrès national pour la défense du peuple (CNDP) gegen die kongolesischen Regierungsstreitkräfte, die sie der Kooperation mit den Hutu-Milizen der Forces Démocratiques de Libération du Rwanda (FDLR) bezichtigten. Im Januar 2007 und im Januar 2008 wurde jeweils ein Waffenstillstand ausgehandelt, der aber jeweils nur wenige Monate lang hielt. Nach einer Großoffensive eroberte die CNDP im Herbst 2008 mehrere wichtige Städte in der Provinz Nord-Kivu und kündigte an, die Regierung in Kinshasa stürzen zu wollen. Die Kampfhandlungen endeten abrupt im Januar 2009 mit einem Waffenstillstand, als die CNDP nach internen Streitigkeiten einseitig den Krieg für beendet erklärte. Ein dauerhafter Frieden in der Region, die seit 1994 unter einem unübersichtlichen Bürgerkrieg mit dutzenden Fraktionen leidet, kam dabei aber nicht zustande. Im März 2012 gründete sich unter Führung von Bosco Ntaganda und Sultani Makenga die Bewegung 23. März, die als Nachfolger der CNDP-Milizen angesehen wird. 2012/2013 gab es daraufhin wieder 1,5 Jahre lang Kämpfe sowie seit Anfang 2015 durchgehend.

## Hintergrund
Nach dem Völkermord von Ruanda flohen 1994 hunderttausende Hutu aus Ruanda, darunter auch viele der Haupttäter des Genozids, in den Osten Zaires, von dort aus verübten sie weiterhin Angriffe auf Ruanda und auf in Zaire ansässige Tutsi. Ab 1997 eroberten kongolesische Tutsi, unterstützt von ruandischen Regierungstruppen im ersten Kongokrieg ganz Zaire und stürzten den Diktator Mobutu, der gegen die Präsenz der ruandischen Flüchtlinge in seinem Land nichts unternommen hatte. Nachdem sich die neue kongolesische Regierung rasch mit Ruanda zerstritten hatte, versuchte Ruanda erneut, einen Regimewechsel in Kinshasa zu erzwingen. Ein erneuter Umsturz gelang nicht, weil die kongolesische Regierung Unterstützung aus mehreren anderen afrikanischen Ländern erhielt. Es entwickelte sich ein jahrelanger Stellungskrieg, in dem keine Seite einen Sieg erringen konnte. Der Zweite Kongokrieg endete 2003 unentschieden, alle Kriegsparteien einigten sich auf eine gemeinsame Übergangsregierung, 2006 fanden freie Wahlen statt.
Ab 1996 wurden mit Unterstützung des UNHCR die Mehrheit der insgesamt über eine Million Flüchtlinge nach Ruanda repatriiert, zurückblieb ein harter Kern von etwa 25.000 Kämpfern im Jahr 2003, die sich der Rückführung widersetzten. Unter der Bezeichnung Forces Démocratiques de Libération du Rwanda (FDLR) arbeiteten sie weiter am Sturz der neuen, von Tutsi geführten ruandischen Regierung. Die FDLR war an den Friedensverhandlungen nicht beteiligt, ihre Aktivität wurde zwar formal verboten, aber es gab auch keine Versuche, die Repatriierung der letzten Hutu-Flüchtlinge militärisch zu erzwingen.

## Kriegsverlauf
Die Rebellenorganisation Nationalkongress zur Verteidigung des Volkes (CNDP) des ehemaligen RCD-Generals Laurent Nkunda, der 2004 die kongolesische Übergangsregierung abgelehnt und sich daraufhin in die Provinz Kivu zurückgezogen hatte, kämpfte ab 2006 gegen die kongolesischen Regierungsstreitkräfte, die Forces Armées de la République Démocratique du Congo (FARDC) und die mit ihnen verbündete UN-Friedenstruppe MONUC. Nkunda, selbst Tutsi, gab an, seine Truppen würden die Tutsi gegen Übergriffe der FDLR verteidigen. Der kongolesischen Regierung warf er vor, die FDLR zu unterstützen oder zumindest nichts gegen sie zu unternehmen.

### Kriegsgeschehen 2006/07
Der dritte Kongokrieg begann im November 2006, als Angehörige von Nkundas Miliz den Tod eines jungen Tutsi rächen wollten, der bei einer Verkehrskontrolle in Sake von einem Polizisten erschossen wurde. Truppen der CNDP eroberten Sake, gegen die unorganisierten und undisziplinierten Regierungssoldaten hatten die motivierten Rebellen leichtes Spiel. UN-Truppen eroberten Sake unter Einsatz von Kampfhubschraubern jedoch binnen weniger Tage wieder zurück. Indirekte Verhandlungen zwischen der Regierung in Kinshasa und der CNPD unter Vermittlung Ruandas führten schließlich dazu, dass sich die CNDP zur Kooperation mit der Regierungsarmee FARDC im Kampf gegen die FDLR bereit erklärte. Die Regierungsarmee stellte neue, „gemischte“ Einheiten auf, in denen Soldaten verschiedener Volksgruppen und ehemaliger Rebellengruppen, darunter vor allem auch CNDP-Kämpfer, gemeinsam kämpfen sollten. Es begann die bis dato größte Offensive der Regierungstruppen gegen die FDLR, die Kämpfe trieben Hunderttausende in die Flucht. Die Kooperation zwischen CNDP und FARDC war aber von kurzer Dauer, bereits im Sommer 2007 lösten sich die „gemischten“ Einheiten selbst auf, die Nkunda-Rebellen zogen sich wieder in ihre Basis in den Masisi-Bergen zurück. Die Regierungstruppen zogen Einheiten aus dem ganzen Land im Kivu zusammen, im Oktober 2007 versuchte die zahlenmäßig weit überlegene FARDC mit Unterstützung der MONUC Nkundas Hauptquartier in den Bergen zu erobern. Gegen die ortskundigen Rebellen hatten die undisziplinierten Regierungstruppen wiederum keine Chance. Die FARDC verlor über 2600 Mann, es kam zu massenhaften Desertationen. Mehrere Brigaden lösten sich komplett auf, die Soldaten flohen und ließen ihr gesamtes Kriegsgerät zurück. Die Regierung musste ihre Niederlage eingestehen und kündigte am 17. Dezember 2007 eine große Friedenskonferenz in Goma an.
Am 23. Januar unterschrieben insgesamt 22 Rebellengruppen aus der Kivuregion einen umfassenden, von der UN überwachten Waffenstillstand, später sollten Truppenentflechtungen, die Rückführung ausländischer Kämpfer in ihre Heimatländer und die Eingliederung der Rebellen in die regulären Streitkräfte erfolgen. Fünf Jahre nach dem Abkommen von Pretoria, das den Zweiten Kongokrieg beendete, schien nun auch die Möglichkeit zu bestehen, den Krieg im Kivu beizulegen.
Zu einer Umsetzung des Abkommens kam es aber nicht, die Rebellen widersetzten sich vielfach der Eingliederung in die FARDC, außerdem wurde das Problem der FDLR-Präsenz in dem Abkommen nicht behandelt. Übergriffe der FDLR dauerten weiterhin an.

### Wiederaufflammen 2008
Nach Monaten der Ruhe flammte der Krieg im August 2008 wieder auf. Nkunda, dessen offizielles Kriegsziel bis dahin stets nur der Schutz der Tutsi vor der FDLR gewesen war, rief jetzt zum Sturz der Regierung Kabila in Kinshasa auf. Er präsentierte sich als „neuer starker Mann“ im Land. Im Oktober begann eine neue Offensive der CNDP, binnen weniger Wochen eroberten sie wichtige Städte, gegen Ende des Monats standen sie vor der Provinzhauptstadt Goma. Die Regierungstruppen leisteten kaum Widerstand, stattdessen flohen sie mordend und plündernd in Richtung Süden.
Nkunda verzichtete zunächst auf eine Eroberung Gomas, erneut organisierte die UN Verhandlungen, Ruanda und die Regierung des Kongo sollten gemeinsam die Lösung des FDLR-Problems angehen. Dann überschlugen sich die Ereignisse: Am 5. Januar 2009 erklärte Bosco Ntaganda, ein hochrangiger General innerhalb der CNDP, Nkunda sei „wegen schlechter Führung“ abgesetzt worden, am 16. Januar erklärte die CNDP den Krieg für beendet und kündigte ihren Eintritt in die FARDC an. Ruandische Truppen marschierten am 20. Januar in den Kongo ein, zwei Tage später wurde Nkunda von ruandischen Truppen festgenommen.
Das Ende der CNDP und die gemeinsame Militäraktion der Regierungstruppen Ruandas und des Kongo gegen die FDLR ließ erneut die Hoffnung aufkommen, der Konflikt im Kivu könne jetzt gelöst werden. Dazu kam es jedoch nicht, der tatsächliche Erfolg der ruandisch-kongolesischen Offensive gegen die FDLR war gering. Zwar wurden etliche FDLR-Basen zerstört, die Kämpfer versprengt, dies betraf aber allenfalls 10 % der Einheiten. Weiterhin besteht die Präsenz verschiedener irregulärer Kampfverbände im Osten des Kongo fort, das Ende der CNDP beendete zwar den offenen Krieg, ein stabiler Frieden wurde damit aber nicht erreicht.

## Gründung der M23
Im April 2012 bildete sich die Bewegung 23. März als Nachfolger der CNDP-Milizen, welche aus der FARDC desertierten. Dieser Schritt wurde damit begründet, dass Vereinbarungen im Vertrag vom 23. März 2009 zur Integration der CNDP in die FARDC gebrochen worden seien.